# Blanche (Brasserie de Bellevaux)
Blanche is een Belgisch bier.
Het bier wordt gebrouwen in Brasserie de Bellevaux, gelegen in het Luikse dorp Bellevaux, onderdeel van Bellevaux-Ligneuville, een deelgemeente van Malmedy in de Oostkantons.
Blanche is een blond witbier met een alcoholpercentage van 4,8%. Het bier wordt enkel in de lente gebrouwen.